# Piletocera epipercialis
Piletocera epipercialis là một loài bướm đêm trong họ Crambidae.